# Треугольный граф

Треугольный граф
вершин = 3
рёбер = 3
автоморфизмов = 6 (D_{3})
хроматическое число = 3
хроматический индекс = 3
обхват = 3
обозначение = или
свойства =
2-регулярный
вершинно-транзитивен
рёберно-транзитивен
граф единичных расстояний
гамильтонов
эйлеров

В теории графов треугольным графом называется планарный неориентированный граф с тремя вершинами и тремя рёбрами, образующими треугольник.
Треугольный граф известен также как граф-цикл {\displaystyle C_{3}} и полный граф {\displaystyle K_{3}}.

## Свойства
Треугольный граф имеет хроматическое число 3, хроматический индекс 3, радиус 1, диаметр 1 и обхват 3. Он также 2-вершинно связен и 2-рёберно связен.
Хроматический многочлен графа равен {\displaystyle (x-2)(x-1)x}.